# (8120) Кобе
(8120) Кобе  (англ. Kobe) — является одним из астероидов Солнечной системы. Движется по орбите между Марсом и Юпитером. Был обнаружен астрономом-любителем Абэ Хироси 2 ноября 1997 года в городе Яцука (в настоящее время город Мацуэ) в префектуре Симанэ.

## Первооткрыватель
Абэ Хироси родился в 1958 году и является японским астрономом-любителем. У него есть наблюдательная станция, расположенная рядом с его домом в городе Мацуэ, префектура Симанэ (бывший город Яцука-тё, Яцука-гун). Абэ родился в деревне Яцука (уезд Яцука, префектура Симанэ). Окончил факультет естественных наук университета Кобе. В университете он принадлежал к астрономическому обществу и продолжает вести астрономические наблюдения в течение уже многих лет. Примерно с 1990-х годов он также начал наблюдать астероиды. Его основная работа — государственный служащий. 8 октября 1993 года вместе с Миясакой Сэйдаем они обнаружили астероид (7097) Яцука, и с тех пор им было открыто много астероидов.

## Название
Хасэгава Кадзуо порекомендовал название «Кобе», выражающее надежду на скорейшее восстановление после Великого землетрясения Хансин-Авадзи, которое произошло в 1995 году. К тому же, исследователь, открывший астероид, в бытность студентом жил в Кобе в течение пяти лет. Итак, в феврале 1999 года астероид получил официальное название, утверждённое Международным астрономическим союзом. Когда он был назван «Кобе», его первооткрыватель подарил это название городу Кобе. Свидетельство о присвоении названия выставлено на первом этаже Городского молодёжного научного музея Кобе рядом с выставкой, посвящённой метеориту Кобе (падение которого произошло в 1999 году).
В названии другого астероида «Хиого» также выражена надежда на быстрое восстановление после Великого землетрясения Хансин-Авадзи